# Johan Alfred Westerlund
Johan Alfred Westerlund, född 24 oktober 1849 i Västra Husby socken, död 6 februari 1925 i Skänninge, var en svensk präst i Skänninge.

## Biografi
Westerlund föddes 24 oktober 1849 på Hylinge i Västra Husby socken. Han var son till skräddaren Joakim Joakimsson och Maria Charlotta Månsdotter. Westerlund blev 1870 student vid Lunds universitet. Han tog 15 september 1871 teologisk-filosofisk examen, 3 februari 1875 teoretisk teologisk examen och 21 maj samma år praktisk teologisj examen. Westerlund prästvigdes 27 maj 1875 och blev 27 december samma år komminister i Nässja församling. Han tillträdde tjänsten först 1878. 23 oktober 1882 blev han komminister i Kaga församling och tillträdde tjänsten 1884. Westerlund blev 14 augusti 1886 kyrkoherde i Vårdnäs församling och tillträdde tjänsten 1889. Han blev 1 maj 1908 kyrkoherde i Skänninge församling och 24 oktober 1919 blev han prost. Westerlund avled 6 februari 1925 i Skänninge.
Åren 1907-1911 var han även folkskoleinspektör. Westerlund var minnestalare vid prästmötena 1902, 1912 och 1920. Han var inspektor över Skänninge kommunala mellanskola. Westerlund blev 1909 riddare i Carl XIII:s orden och 1916 ledamot i Nordstjärneorden.

### Familj
Westerlund gifte sig första gången 20 april 1876 med Karolina Matilda Svensson (1851-1917). Hon var dotter till hemmansägaren Peter Svensson och Anna Kristina Bengtsson i Kuddby socken. 
Westerlund gifte sig andra gången 16 mars 1920 med Elsa Maria Lauritz (född 1886). Hon var dotter till vagnfabrikören Nils Lauritz och Kristina Charlotta Södervall. De tog hand om fosterdottern Helfrid Märta Viktoria Gyllenhammar (född 1882).